# Fénelon Farez
Fénelon Farez est un homme politique français né le 18 pluviôse an I (6 février 1793) à Cambrai (Nord) et mort le 1er février 1862 à Douai (Nord). 

## Biographie
Il est le fils de Maximilien Farez (1769-1841) lui-même avocat et homme politique et de Marie Ernestine Saint-Quentin (1769-1826).
Il étudie le droit à Paris, est reçu avocat, se fait inscrire au barreau de Cambrai, prend part au mouvement libéral et démocratique sous Louis-Philippe, et, avocat de talent, est plusieurs fois, à partir de 1834, élu bâtonnier de son ordre. 
Il est colonel de la garde nationale de Cambrai, quand la révolution de février 1848 (22 au 25 février 1848) le fait devenir avocat général à la cour d'appel de Douai. 
Élu, le 23 avril 1848, le 18e sur 28, par 127 547 voix (234 867 votants, 278 352 inscrits) représentant du Nord à l'Assemblée constituante, il prend place parmi les républicains les plus modérés et vote souvent avec la droite. 

## Sources
- « Fénelon Farez », dans Adolphe Robert et Gaston Cougny, Dictionnaire des parlementaires français, Edgar Bourloton, 1889-1891 [détail de l’édition]